# アビゲイル (ファイナルファイト)
アビゲイル (Abigail) は、カプコンのベルトスクロールアクションゲーム『ファイナルファイト』および対戦型格闘ゲーム『ストリートファイター』シリーズに登場する架空の人物。

## 概要
『ファイナルファイト』（以下『FF』と表記）で初登場。犯罪組織マッドギアの幹部で、メトロシティのベイエリア（湾岸地区）のボス。黒髪のモヒカンで顔にメイクをした巨漢。
『ストリートファイターV』（以下『V』と表記）で初めてプレイヤーキャラクターとして登場する。

## キャラクターの設定

### 『ファイナルファイト』
『FF』ではステージ5（スーパーファミコン版と『ファイナルファイト・ガイ』ではステージ4）であるベイエリアを仕切るボスキャラクター。マッドギア随一の怪力の持ち主であり、同時にマッドギアでは最も頭が悪い。他のボスキャラクターと比べて攻撃範囲がかなり広く、攻撃力も高い。
体格や服装は雑魚キャラクター・アンドレの流用だが、アンドレと同じ技は通常のパンチのみ。体当たりの代わりに突進パンチ、ネックハンギングツリーやパイルドライバーの代わりに相手をつかんで放り投げる技を使う。この投げ技は対空投げにもなっており、ジャンプしての攻撃を返す。アンドレのヒップアタックに相当する追い打ち攻撃は無いが、代わりに自分の体を赤くして攻撃力を上げる能力がある。
ゲームボーイアドバンス作品『ファイナルファイトONE』の戦闘前デモではコーディーに対し「俺をただのアンドレたちと一緒に見るな」と発言する。
ファミリーコンピュータ作品『マイティファイナルファイト』ではクイズで頭を鍛えており、「マッドギアのクイズ王」を自称する。それゆえ3面のボスとして登場した際の戦闘前にゲーム内容に関するクイズを出してきて、全問正解するとクレジットを1つ増やしてくれる（同時にキス攻撃も追加される）。ただし、5面の中ボスとして再登場したときは最初から攻撃を仕掛けてくる

### 『ストリートファイター』シリーズ
『ストリートファイターZERO2』ではガイステージの背景に登場する。『ウルトラストリートファイターIV』でも連獅子姿で他のマッドギアメンバーとともに「Mad Gear Hideout」ステージの背景に登場する。
『V』ではマッドギア壊滅後もベイエリアを拠点としており、車の改造やスクラップを請け負う会社「ABIGAIL SCRAP METAL」の社長を務める。上腕にタイヤを巻き、ベルトには小さいタイヤをストラップとして付けるなど車好きという設定が追加され、ストーリーモードや対戦モードで戦った相手には車関連の勝利コメントをするのが特徴。従業員には『FF』に登場していた雑魚キャラクターのアクセル、J、ロキシーがいる。頭に血が上ると見境なく暴れまわるので、従業員から恐れられている。
『V』の本人の個別ストーリーモードは部下に車を貸したことを忘れ、車を無くしたと思い込み路上で泣き喚きながら車のエンジンの声真似をしている所に反応したキャラクターたちに次々と戦いをふっかけるというものになっている。「エンジンの雄叫び、魂の叫び」で泣き喚いているが、通りかかったキャラクターのほとんどはエンジンの音と思うことはなく、アレックスのみ「6.5リッター V8 ターボディーゼル」と的確に言い当てている。
後に『V』のシーズン3で追加されたコーディーやシーズン4で追加されたポイズンとルシアのストーリーモードにも登場する。
『FF』ではオランダ出身の設定だったが、パスポートを申請したところカナダ出身であったことが判明した。『V』のモヒカンは真上から見るとカナダの国旗に描かれている「メイプルリーフ」の形をしている。
『V』でアビゲイルがシーズン2の追加キャラクターとして登場したときに同時に追加された「Metro City Bay Area」ステージは、『FF』でボスとして登場したステージがモデルになっている。このステージの左端には「ABIGAIL SCRAP METAL」の建物がある。また、ラウンドが進むにつれて時間帯が夜から朝になっていく。
『V』では格闘ゲーム史上、屈指の巨大なプレイヤーキャラクターとして登場させたいというコンセプトで作られた。『ファイナルファイト リベンジ』を含めて、これまで3D化されたことがなかったのも選択理由の1つ。『V』はシーズンごとのテーマに沿ったキャラクターが追加されているが、アビゲイルはそれとは別にディレクターの中山貴之が選ぶ「中山枠」として選出されている。

## キャラクターの特徴
力任せの格闘スタイルの通り、相手のガードを崩すほどの威力を持つ大振りなパンチやビンタ、デコピンといった豪快なファイトスタイルが特徴。
圧倒的な巨体から繰り出される攻撃はどれも強力でリーチが長いものが揃う。巨体ゆえに移動やジャンプの機動力は低いが、動きは素早い。

## 技の解説

### 通常技
技名には車に関連した名前が付けられている。
| 操作     | 立ち               | しゃがみ           | 斜めジャンプ           |
| -------- | ------------------ | ------------------ | ---------------------- |
| 弱パンチ | クラッチスラップ   | ダンパーナックル   | ディーゼルエルボー     |
| 中パンチ | タービンスマッシュ | バンパークラッシュ | ルーフスラップ         |
| 強パンチ | イグナイトナックル | スパークナックル   | ビーコンバスター       |
| 弱キック | オフロードストンプ | ギアキック         | スクラップニー         |
| 中キック | プレートクラッシュ | レシプロスウィープ | サインボードブレイカー |
| 強キック | ターボチャージャー | ダイナモキック     | ギガントプレス         |

クラッチスラップ
腕を正面で軽く下から上に振る。アビゲイルの巨体ゆえに、これだけで簡単な対空技になる。
ビーコンバスター
ジャンプ中、腕を振り上げる。空中の相手にヒットすると吹き飛びダウンとなり追撃ができる。
ダイナモキック
前転しつつ伸ばした片足で攻撃する。前転中に相手の体に踵を打ちつけ、そのまま足元を蹴り払う二段技。

### Vシステム
オンタリオドロップ
Vリバーサル。飛び上がってドロップキックを繰り出す。
アビダンプ
Vシフトブレイク。

#### Vスキル
ハンガビー・ハイ [I]
モストマスキュラーのポーズの直後に、胸張り出しをする。ポージング中に攻撃を受けた時のみ、胸張り出しの攻撃判定が発生しない。上段、中段攻撃のみ成立可能。
ハンガビー・ロー [I]
しゃがみ中のみ発動できる。下段攻撃と飛び道具のみ成立可能。
カモンスペアタイヤ [II]
画面外から転がってくるタイヤで攻撃する飛び道具。タイヤはそのままでも攻撃手段として使えるが、アビゲイルが攻撃を当てることで軌道を変化させたり、勢いよく飛ばして攻撃することが可能。

#### Vトリガー
マックスパワー [I]
蒸気を噴出しながら全身を真っ赤にさせる。一部の通常技や必殺技の性能を強化させる。
イグナイトナックル
立ち強パンチをホールドすることで、攻撃を2回まで弾くことができる。相手のガードを崩す効果があり、ヒットした場合は相手を膝崩れダウンさせる。
スパークナックル
しゃがみ強パンチをホールドすることで、攻撃を2回まで弾くことができる。相手のガードを崩す効果があり、ヒットした場合は相手を高く吹き飛ばす。
アビリフト
特殊技の「アビリフト」をホールドさせることで、攻撃を2回まで弾くことができる。相手を画面端まで吹き飛ばし、壁バウンドさせる効果がある。
アビブラスター
特殊技の「アビブラスター」をホールドさせることで、攻撃を2回まで弾くことができる。飛び道具をEX版まで跳ね返すことができ、最大ホールドだとクリティカルアーツを含むあらゆる飛び道具を跳ね返すことができる。
ハイブリッドチャージ [II]
耳から蒸気を噴出した状態になり、「メトロクラッシュ」が使用可能になる。

### 投げ技
レッドリーフ
相手を掴んで片腕で固め、逆の腕による強力なデコピンで相手を吹き飛ばす。
ヒット&ラン
相手を地面にねじ伏せると、陽気に相手を踏みつけながら歩き、最後に蹴り飛ばす。

### 特殊技
アビハンマー
腕を振り上げて地面に叩きつける、しゃがみガード不能の中段技。
アビリフト
片腕を上に振り上げる。空中の相手にヒットさせると追撃ができる。
アビシザー
しゃがみ状態で、両手を後ろにつき両足を前方に突き出す足払い。
アビブラスター
片腕を、外側に振り上げる。「波動拳」や「ソニックブーム」などの通常単発飛び道具を打ち消すことができる。ガイルの「ソニッククロス」やラシードの中・強の「ワールウィンドショット」など多段ヒットする弾の場合は1発分だけ被弾を減らせる。
アビスクリュー
「アビブラスター」ヒット後、そのまま回転しながら逆の腕で相手を殴り飛ばす。
ブンブン
弱パンチを外→内に振り回す。
バンバン
しゃがみ弱パンチを外→内に振り回す。

### 必殺技
アビゲイルパンチ
片腕でアッパーを繰り出し、ヒットすると両腕のアッパーを連続で繰り出し、最後に思い切り殴り飛ばす。ボタン連打することでヒット数が上昇する。
ギガントフープ
飛び上がって一回転し、組み合わせた両腕を地面に叩きつける。弱ではその場で腕を振り上げ地面に叩きつけ、中以降で飛び上がる。EX版は飛び上がり時にも攻撃判定があり、ボタンを押し続けることで両腕を地面に叩き続ける。
アビゲイルスマッシュ
コマンド投げ。相手を軽々と真上に放り投げて、片腕で思い切り叩き飛ばす。EX版は相手を壁バウンドさせ、追撃ができる。
ナイトロチャージ
しゃがみこんで、力を溜める。ボタンホールドでしゃがみ続け「ナイトロブリッツ」か「ドロップバック」に派生する。
ナイトロブリッツ
「ナイトロチャージ」後、前方に走り出す。移動中は攻撃を1回、EX版は2回まで弾くことができる。
EX版は走っている足踏みにも4回の攻撃判定があるが連続ヒットはしない。以下の技に派生できる。
ドロップバック
「ナイトロチャージ」中に、後転して動作をキャンセルさせる。
ダイナマイトパンチ
その場でパンチを繰り出し、相手を吹っ飛ばす。EX版は相手を膝崩れダウンさせる。「ナイトロチャージ」後にパンチを入力するか、コマンドを何も入力しないと自動でこの技に派生する。元ネタは『FF』で使用していた突進パンチ。
アバランシュプレス
飛び上がって一回転しながら浴びせ蹴りを繰り出す。リーチは非常に長く、攻撃中は飛び道具無敵。「ナイトロチャージ」後にキックで派生。
ベイエリアサンライズ
相手を両手で持ち上げ、真上に投げ飛ばす。元ネタは『FF』で使用していた投げ技。「ナイトロチャージ」後に弱パンチ＋弱キック同時押し（投げ入力）で派生。
ナイトロハンガビー・ハイ / ナイトロハンガビー・ロー
「ナイトロチャージ」中にVスキル[I]が発動できる。通常のVスキル[I]とは異なり、打撃系クリティカルアーツも受けることができる。
メトロクラッシュ
元ネタは『FF』で使用していた強化突進攻撃。Vトリガー[II]時のみ使用可能。ボタンホールドすると独特な笑い方をしながら力をため、クリティカルアーツ以外の相手の攻撃を際限なく弾くことができる。最大まで溜めると8ヒットになり、相手のガードを崩す効果もあるためジャンプや当て身技以外で防ぐ方法がない強力な技。

### クリティカルアーツ
アビゲイラー
片腕を振り下ろして相手を地面にねじ伏せると持ち上げ、画面上部に頭を埋め込ませパンチングボールの如く連続で殴りつけ、最後に思い切り叩き飛ばし、カメラ手前の壁に激突させる。

## 主な登場作品
- ファイナルファイト
- ストリートファイターV